# Tillandsia dura
Tillandsia dura är en gräsväxtart som beskrevs av John Gilbert Baker. Tillandsia dura ingår i släktet Tillandsia och familjen Bromeliaceae. Inga underarter finns listade i Catalogue of Life.